# Micrograma
No sistema métrico, um micrograma é uma unidade de medida de massa equivalente a um milionésimo (1×10−6) de um grama. No Sistema Internacional de Unidades (SI), o símbolo da unidade é μg; nos Estados Unidos e Reino Unido, o símbolo recomendado da unidade quando usado em informações médicas é mcg. Em μg, o símbolo do prefixo micro- é a letra grega mícron μ (M).